# Trujillo Alto
Trujillo Alto o Santa Cruz de Trujillo Alto és un municipi de Puerto Rico localitzat als turons humits del nord-est del país. Està envoltat per San Juan al nord, Carolina a l'est, i els municipis de Gurabo i Caguas al Sud. Trujillo Alto pertany a l'àrea metropolitana de San Juan-Caguas-Guaynabo. Tanmateix és un municipi amb molts camps que conserva els seus costums. El municipi de Trujillo Alto té 20,9 milles quadrades o 13.811 cordes de terreny.
Trujillo Alto està dividit en 8 barris: Carraízo, Cuevas, Dos Bocas, La Gloria, Quebrada Grande, Quebrada Negrito, Saint Just i Trujillo Alto Pueblo.

## Història
Abans de la invasió espanyola el territori que actualment ocupa el municipi de Trujillo Alto va pertànyer al cacicat de Cayniabón del cacic Canobaná. Durant el segle xvii la Corona espanyola va atorgar a Alonso de Trujillo, natural d'Extremadura, una gran extensió de terreny que s'estenia sobre ambdues riberes del Riu Gran de Loíza. No existeixen proves concloents sobre l'origen del nom.
El 1795 els veïns de l'àrea van acordar impulsar la fundació del nou municipi. Per a 1798 els veïns que vivien en la part alta (sud) del Riu Gran de Loíza van sol·licitar permís al governador de llavors per fundar un poble i construir una església a causa que les grans revingudes del riu de vegades els incomunicava de la ciutat de Río Pedres per assistir a missa; aquell mateix any de 1798 l'Audiència Territorial de Santo Domingo va concedir el permís de fundació. El 8 de gener del 1801 queda fundat Trujillo Alto. Al principi se'l va conèixer només per Trujillo i tenia els següents barris: Barrazas, Cacau, Candelaria, Canovanillas, Carraízo, Carruzos, Cedre, Clot Mules, Martínez González, Congost Gran, Congost Infern, Sabana Abajo, San Antón, Santa Creu i el poble. Es va elegir la Santa Creu com a patrona del poble. El primer alcalde va ser Tomás Ruiz i José María Torres Vallejo va ser el primer síndic procurador.
El 1817 li van ser segregats alguns barris que van formar el nou municipi de Trujillo Bajo, a partir de 1820 se'l va començar a conèixer com Trujillo Alto. El 13 de setembre de 1928 l'Huracà Sant Felipe va destruir l'església catòlica del poble pel qual va ser reconstruïda en formigó. El 1844 es va erigir la Casa Alcaldia i el 1854 es va construir la primera escola.

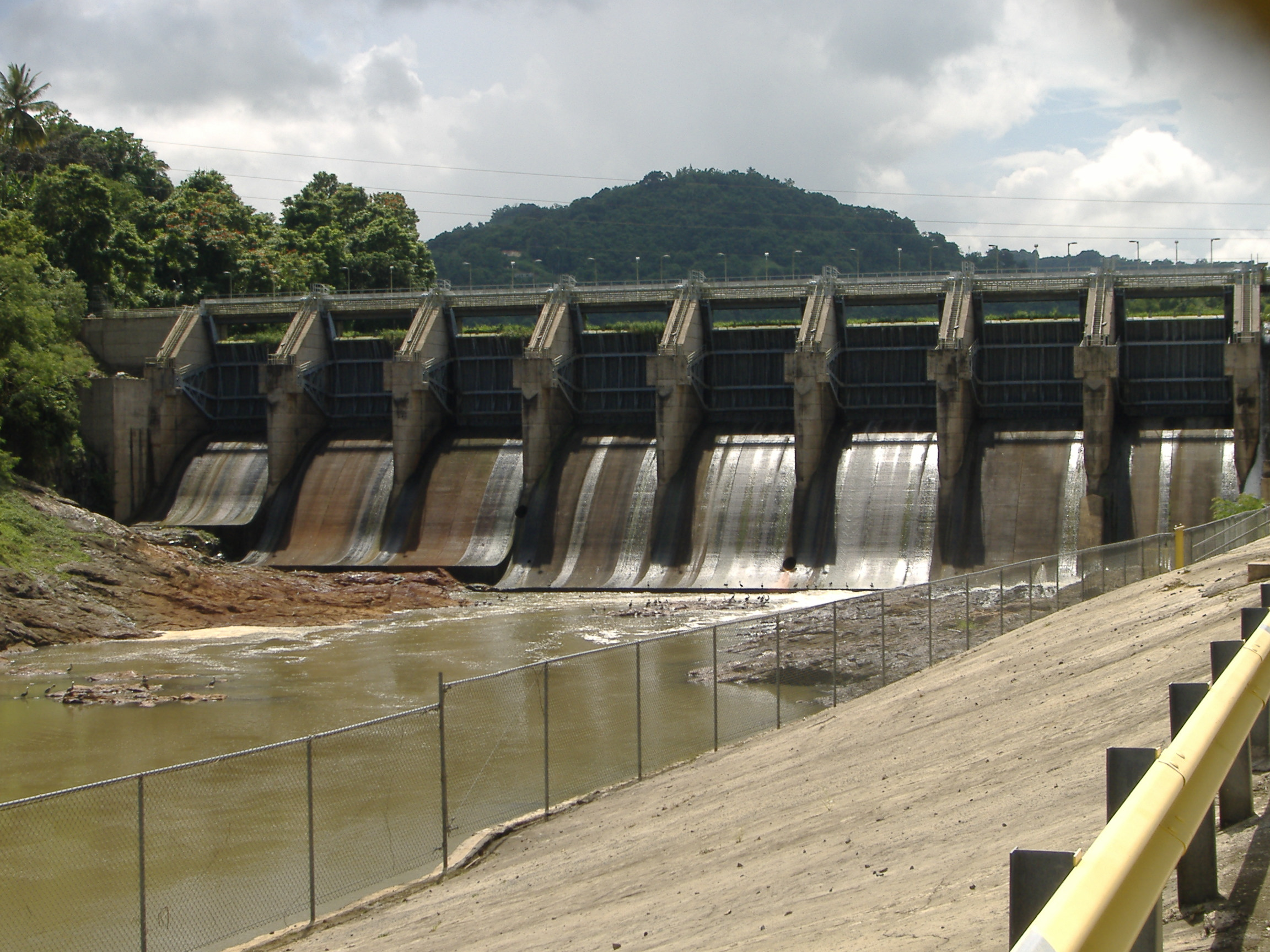
Presa de Carraízo

El 1902, Trujillo Alto va ser annexat al municipi de Carolina, però ja el 1905 va recuperar la seva condició anterior. El 1939 l'exèrcit dels Estats Units va construir el pont d'acer sobre el Riu Gran de Loíza per poder mobilitzar tropes fins a Gurabo. El 1910 arriba l'enllumenat públic a Trujillo Alto, aquest constava de setze farons de gas i no és fins i tot el 1913 que arriba cap altre sistema utilitzant electricitat. El 1954 es va construir la presa Carraízo, principal font d'aigua de l'àrea metropolitana de San Juan. Ambdós són punts d'interès de Trujillo Alto. Altres punts d'interès són el Convent de San Jose que li pertence a les Monges Carmelites i el Santuari Mariano de la Gruta de Lourdes.
En el passat l'economia estava basada en l'agricultura. Trujillo Alto va ser productor de cafè, canya de sucre, guaiabes, arròs i tabac, entre altres productes. En l'actualitat el municipi ha anat perdent les àrees verdes progressivament sobretot en l'àrea nord que és més plana.
Trujillo Alto se'l coneix també com a: La ciutat en el camp, El poble dels déus, La ciutat península i El poble dels vuit carrers.

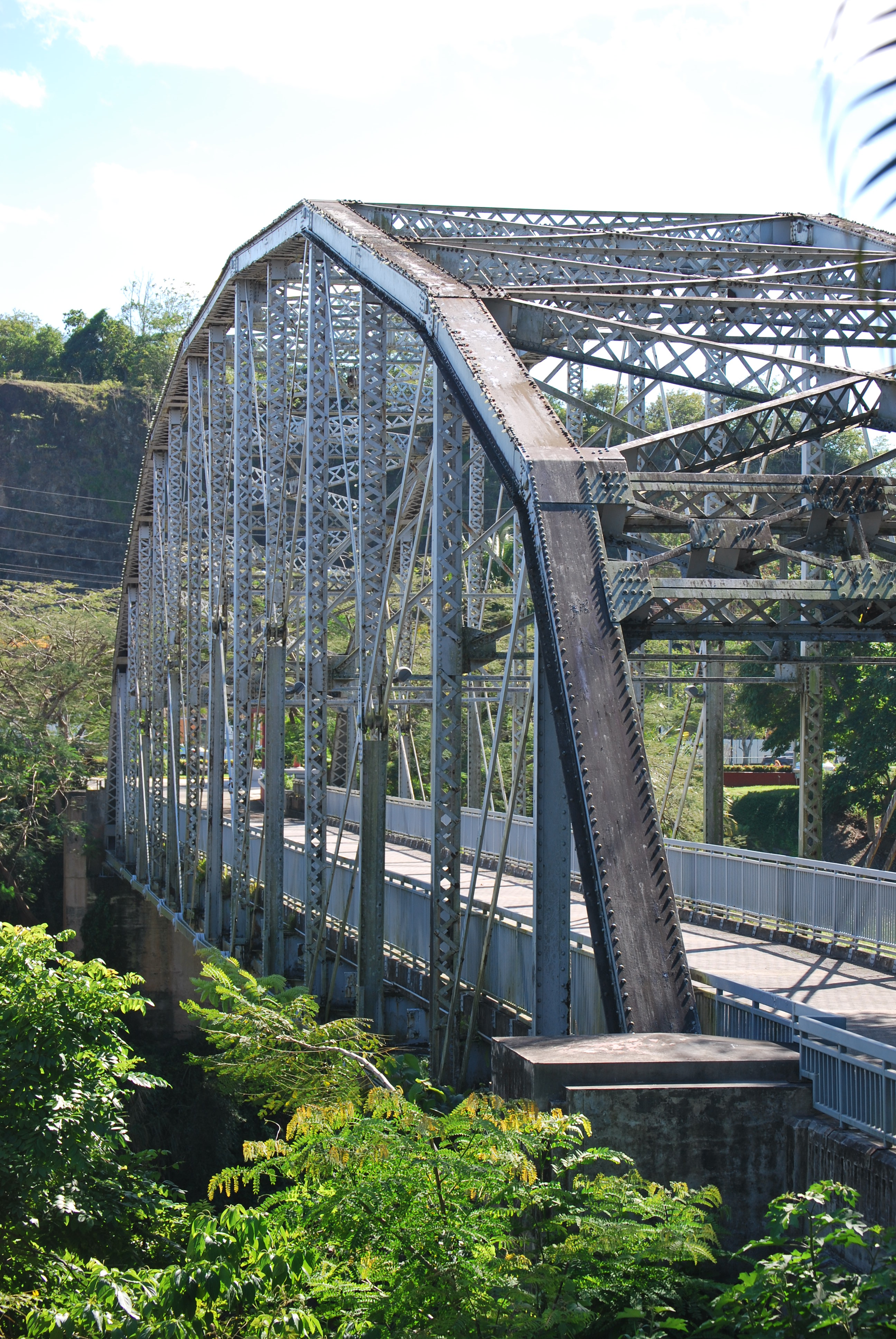
Històric pont de ferro a Trujillo Alto a la PR-181